# Earl of Bandon

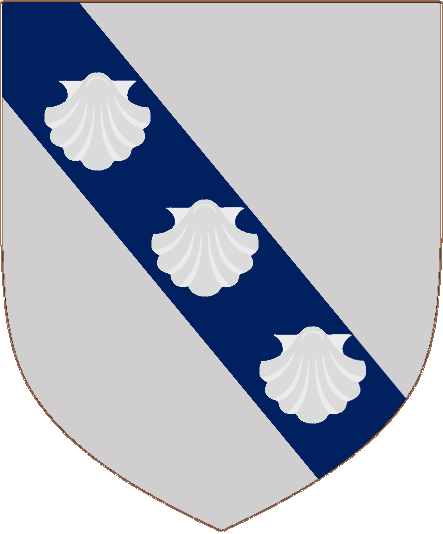
Wappen der Earls of Bandon

Earl of Bandon war ein erblicher britischer Adelstitel in der Peerage of Ireland.
Familiensitz der Earls war Bernard Castle bei Bandon im County Cork, das 1921 infolge eines Anschlags der IRA zerstört wurde.

## Verleihung und Geschichte des Titels
Der Titel wurde am 6. August 1800 für den irischen Politiker Francis Bernard, 1. Viscount Bandon, geschaffen. Zusammen mit der Earlswürde wurde ihm der nachgeordnete Titel Viscount Bernard, of Bandon Bridge in the County of Cork, verliehen.
Ebenfalls in der Peerage of Ireland waren ihm bereits am 30. November 1793 der Titel Baron Bandon, of Bandon Bridge in the County of Cork, sowie am 6. Oktober 1795 der Titel Viscount Bandon, of Bandon Bridge in the County of Cork, verliehen worden.
Alle vier Titel erloschen beim Tod seines Urururenkels, des 5. Earls, am 8. Februar 1979.

## Liste der Earls of Bandon (1800)
- Francis Bernard, 1. Earl of Bandon (1755–1830)
- James Bernard, 2. Earl of Bandon (1785–1856)
- Francis Bernard, 3. Earl of Bandon (1810–1877)
- James Bernard, 4. Earl of Bandon (1850–1924)
- Percy Bernard, 5. Earl of Bandon (1904–1979)